# Мекк
Мекк (нем. von Meck) — остзейский дворянский род.
Родоначальником считается силезский канцлер Фридрих фон Мекк (род. 1493 г.). Его внук Яков, переселившийся в Лифляндию, стал каштеляном рижским. Многие представители рода фон Мекк находились на военной службе, вначале в шведской, а затем в российской армии.
Род фон Мекк утверждён в польском (1562) и шведском (1723, подтверждено в 1778) дворянстве, внесен в матрикул Лифляндского дворянства и в VI часть книги Смоленской губернии, кроме того в книгу дворянского сословия Тульской губернии.

## Описание герба
Щит поделен вертикально на красное и голубое поля. В красной части выходящий слева серебряный орел с золотыми глазами, языком, когтями. В левой голубой половине две золотые одна под другой лилии.
Над щитом дворянский коронованный шлем. Нашлемник — золотая лилия. Намёт справа красный с серебром, слева голубой с золотом.

## Известные представители
- Карл Фёдорович фон Мекк (1821—1876), российский меценат, предприниматель, один из основоположников российского железнодорожного транспорта, муж Н. Ф. фон Мекк.
Надежда Филаретовна фон Мекк (урождённая Фроловская; 1831—1894), русская меценатка, жена К. Ф. фон Мекка, хозяйка подмосковной усадьбы Плещеево, покровительница П. И. Чайковского.
  - Александра Карловна (1850—1920), муж — граф Павел Александрович Беннигсен (1845—1919)
  - Владимир Карлович фон Мекк (1852—1892), предприниматель, камер-юнкер, можайский уездный предводитель дворянства. Ещё при жизни отца участвовал в семейном ж/д деле; впоследствии — пред. правления Либаво-Ромненской ж. д. Как предприниматель был не слишком удачлив, что усугублялось долгами, обременявшими семейное предприятие в конце жизни Карла Фёдоровича, и ужесточением политики правительства по отношению к частным железнодорожникам. В 1890 году вышел из правления Либаво-Ромненской ж. д. и вскоре скончался.
    - Владимир Владимирович фон Мекк (1877—1932), камер-юнкер, меценат, благотворитель, попечитель., театральный художник, коллекционер, с 1904 года личный секретарь великой княгини Елизаветы Фёдоровны.

  - Николай Карлович фон Мекк (1863—1929, репрессирован, расстрелян), известный промышленный деятель, председатель правления Общества Московско-Казанской дороги (1892—1917), меценат, благотворитель, попечитель, один из первых в России автомобилистов.
  - Александр Карлович фон Мекк (1864—1911), директор Московско-Казанской дороги, учредитель РГО в 1900 году, меценат, благотворитель, попечитель.